# جیمز گامون
جیمز گامون (انگلیسی: James Gammon؛ ‏ ۲۰ آوریل ۱۹۴۰ – ۱۶ ژوئیهٔ ۲۰۱۰) بازیگر اهل ایالات متحده آمریکا بود. وی بین سال‌های ۱۹۶۶ تا ۲۰۰۹ میلادی فعالیت می‌کرد.
از فیلم‌ها یا برنامه‌های تلویزیونی که وی در آن نقش داشته است، می‌توان به ماچو کالاهان، سلول، کوهستان سرد، شهر نقره‌ای، آیرن‌وید، دختر جدید، پسر ملوان، گاوچران شهری، انتقام، سیلورادو، سرزمین ناهموار، تو را تا مرگ دوست دارم، نیا در بزن، در مه الکتریکی، کریس کراس، ویژن کوئست، فصل پایانی و مردی به نام اسب اشاره کرد.